# Allophylus semidentatus
Allophylus semidentatus är en kinesträdsväxtart som först beskrevs av Miquel, och fick sitt nu gällande namn av Ludwig Radlkofer och Spencer Le Marchant Moore. Allophylus semidentatus ingår i släktet Allophylus och familjen kinesträdsväxter. Inga underarter finns listade i Catalogue of Life.